# Verotik
Verotik es una compañía estadounidense encargada de producir cómics de contenido adulto. Fue fundada en agosto de 1994 por el cantante de heavy metal Glenn Danzig, músico de las bandas Misfits, Samhain y Danzig). Los cómics presentan un contenido orientado a un público adulto, ya que contienen sexo y violencia. 'Verotik' es una contracción creada por el propio Danzig, de las palabras 'violent' (violento) y 'erotic' (erótico).
Desde su infancia, Glenn Danzig ha sido un ávido coleccionista de cómics, y un fanático de las películas de horror, lo que expresa en su música y en sus publicaciones en Verotik.

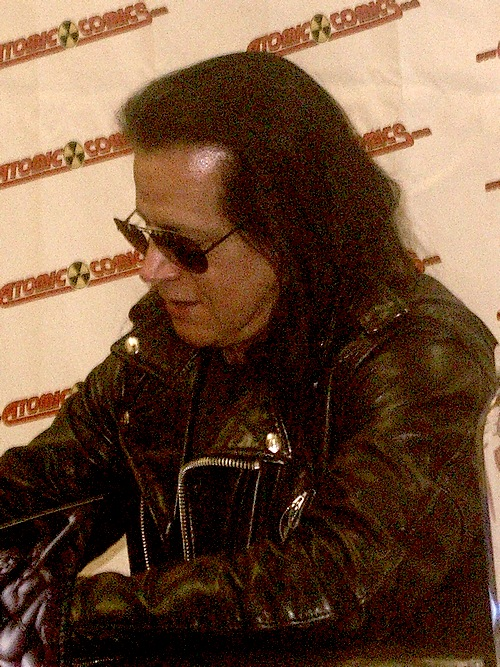
Glenn Danzig, fundador de Verotik.

## Lista de títulos
- A Taste of Cherry
- Akuma She
- Albino Spider of Dajette
- Dark Horror of Morella
- Darker Horror of Morella
- Death Dealer
- Devilman
- Ge Rouge
- G.O.T.H.
- Grub Girl
- Igrat
- Inquisitor
- Jaguar God
- Satanika
- Sunglasses After Dark
- Venus Domina
- Verotika
- Verotik World
- WING*BIRD